# Nāḩiyat Markaz az Zabadānī
Nāḩiyat Markaz az Zabadānī (arabiska: ناحية مركز الزبداني) är ett subdistrikt i Syrien.   Det ligger i provinsen Rif Dimashq, i den sydvästra delen av landet, 29 km nordväst om huvudstaden Damaskus.
Omgivningarna runt Nāḩiyat Markaz az Zabadānī är i huvudsak ett öppet busklandskap. Runt Nāḩiyat Markaz az Zabadānī är det ganska tätbefolkat, med 75 invånare per kvadratkilometer.